# Ісмаель Урсаїс
Ісмаель Урсаїс Аранда (ісп. Ismael Urzaiz Aranda; нар. 7 жовтня 1971, Тудела, Наварра, Іспанія) — іспанський футболіст, що грав на позиції нападника.
Виступав, зокрема, за клуб «Атлетік Більбао», а також національну збірну Країни Басків.
Володар Суперкубка Нідерландів.

## Клубна кар'єра
Народився 7 жовтня 1971 року в місті Тудела. Вихованець футбольної школи клубу «Реал Мадрид».
У дорослому футболі дебютував 1989 року виступами за команду клубу «Реал Мадрид Кастілья», в якій провів один сезон, взявши участь у 10 матчах чемпіонату.
Згодом з 1990 по 1996 рік грав у складі команд клубів «Реал Мадрид», «Альбасете», «Реал Мадрид Кастілья», «Сельта Віго», «Райо Вальєкано», «Саламанка» та «Еспаньйол».
Своєю грою за останню команду привернув увагу представників тренерського штабу клубу «Атлетік Більбао», до складу якого приєднався 1996 року. Відіграв за клуб з Більбао наступні одинадцять сезонів своєї ігрової кар'єри. Більшість часу, проведеного у складі «Атлетика», був основним гравцем атакувальної ланки команди.
Завершив професійну ігрову кар'єру у клубі «Аякс», за команду якого виступав протягом 2007—2008 років.

## Виступи за збірні
1988 року дебютував у складі юнацької збірної Іспанії, взяв участь у 10 іграх на юнацькому рівні, відзначившись 5 забитими голами.
Протягом 1989—1992 років залучався до складу молодіжної збірної Іспанії. На молодіжному рівні зіграв у 13 офіційних матчах, забив 5 голів.
1996 року дебютував в офіційних матчах у складі національної збірної Іспанії. Протягом кар'єри у національній команді, яка тривала 6 років, провів у формі головної команди країни 25 матчів, забивши 8 голів.
У складі збірної був учасником чемпіонату Європи 2000 року у Бельгії та Нідерландах.

## Титули і досягнення
- Володар Суперкубка Нідерландів (1):

«Аякс»: 2007
- Чемпіон Європи (U-16): 1988